# Attentat du 27 novembre 2022 à Mogadiscio
Pour les articles homonymes, voir Attentat de Mogadiscio.
L'attentat du 27 novembre 2022 à Mogadiscio est survenu le 27 novembre 2022 lorsque 15 personnes ont été tuées lors d'une attaque d'al-Shabaab contre un hôtel à Mogadiscio, en Somalie,.

## Contexte
En 2006, environ 15 ans après le début de la guerre civile somalienne, le groupe djihadiste al-Shabaab a lancé une insurrection dans le but de renverser le gouvernement somalien et d'imposer une interprétation extrême de la charia. Ils attaquent souvent les hôtels et ont attaqué la capitale du pays, Mogadiscio, à plusieurs reprises. L'attaque la plus meurtrière du groupe islamiste a eu lieu le 14 octobre 2017, et leur attaque la plus récente a eu lieu le 29 octobre 2022.

## Attentat
Dans la soirée du 27 novembre 2022, six membres du al-Shabaab, un kamikaze et cinq hommes armés, ont attaqué l'hôtel Villa Rosa dans le centre de Mogadiscio, en Somalie. L'attaque a duré plus de 12 heures, au cours desquelles ils ont tué huit civils et un soldat. Les forces de sécurité somaliennes ont tué les cinq insurgés et ont sauvé 60 civils.